# Satz von Tverberg
Der Satz von Tverberg (englisch Tverberg’s theorem) ist ein Lehrsatz, der sowohl dem mathematischen Gebiet der Konvexgeometrie als auch dem der topologischen Kombinatorik zuzurechnen ist und der auf eine von dem norwegischen Mathematiker Helge Tverberg im Jahre 1966 vorgelegten Arbeit zurückgeht. Er stellt eine Verallgemeinerung des bekannten Satzes von Radon dar und ist Ausgangspunkt für eine große Anzahl von weiterreichenden Untersuchungen. Mit ihm eng verbunden ist der Satz von Bárány, aus dem der Tverberg'sche Satz hergeleitet werden kann.

## Formulierung des Satzes

Illustration zu n=2 und r=3. N=7 Punkte gestatten eine Zerlegung der angegebenen Art.

Der Satz besagt:
Gegeben seien zwei natürliche Zahlen {\displaystyle n\geq 1} und {\displaystyle r\geq 2} und dazu die natürliche Zahl {\displaystyle N=(r-1)\cdot (n+1)}. Weiter gegeben sei im euklidischen Raum {\displaystyle \mathbb {R} ^{n}} eine Teilmenge {\displaystyle A\subseteq \mathbb {R} ^{n}}, die aus mindestens {\displaystyle N+1} Raumpunkten bestehen soll.
Dann gilt:
Es gibt eine Zerlegung
{\displaystyle A=A_{1}{\dot {\cup }}A_{2}{\dot {\cup }}\,\dots {\dot {\cup }}A_{r}}
in {\displaystyle r} paarweise disjunkte Teilmengen {\displaystyle A_{1},\ldots ,A_{r}\subseteq A} derart, dass in der Schnittmenge
{\displaystyle \operatorname {conv} \left(A_{1}\right)\cap \operatorname {conv} \left(A_{2}\right)\cap \,\dots \cap \operatorname {conv} \left(A_{r}\right)}
der zugehörigen konvexen Hüllen mindestens ein gemeinsamer Raumpunkt liegt.